# Баранова, Ольга Германовна
Ольга Германовна Баранова (род. 12 августа 1961 г., с. Большая Уча, Можгинский район, Удмуртская АССР) — советский российский ботаник, доктор биологических наук, профессор, заведующая кафедрой ботаники и экологии растений Удмуртского государственного университета, ведущий научный сотрудник Ботанического сада Петра Великого БИН РАН, исследователь аборигенной флоры Вятско-Камского междуречья.

## Биография
Родилась в селе Большая Уча Можгинского района Удмуртской АССР. В 1984 г. окончила биолого-почвенный факультет Ленинградского государственного университета, специализировалась по кафедре ботаники, где её учителем был профессор В. М. Шмидт.
С 1984 г. работает в Удмуртском государственном университете. В 1985 г. поступила в аспирантуру ЛГУ. В 1988 г. защитила кандидатскую диссертацию «Анализ флоры Удмуртии» (научный руководитель д.б.н., проф. В. М. Шмидт). С 1989 г. — старший преподаватель кафедры ботаники и экологии растений УГУ, с 1992 г. — доцент. В 2000 г. защитила докторскую диссертацию «Флора Вятско-Камского междуречья и её история». Научный консультант - член-корреспондент, д.б.н. Р.В. Камелин. С 2003 г. — профессор. С 2004 г. — заведующая кафедрой ботаники и экологии растений.
В 1995 г. прошла международные курсы гербарного дела (Course ofinstructionin Herbarium Techniques), организованные Королевскими ботаническими садами Кью (Великобритания) в г. Санкт-Петербурге.
Является ведущим научным сотрудником, куратором коллекции «Альпийские горки» и питомника многолетних травянистых растений Ботанического сада Ботанического института им. В. Л. Комарова РАН.
Член Русского ботанического общества с 1987 года. С 2003 г. по 2018 г. председатель Удмуртского регионального отделения РБО. С 2013 г. — член Президиума Русского ботанического общества.
Председатель комиссии по природной флоре и член комиссии по инвазионным растениям в Совете ботанических садов России и стран СНГ.
Член экспертной комиссии по присуждению академической премии в области ботаники им. В. Л. Комарова.
Член Комиссии по развитию схемы особо охраняемых природных территорий Удмуртской Республики.
Член Комиссии по Красной книге Удмуртской Республики.
Член Ассоциации научных редакторов и издателей (2015).

## Премии и почетные звания
- Почетный работник высшего профессионального образования РФ (2006).
- Заслуженный деятель науки Удмуртской Республики (2015).
- Лауреат Государственной премии Удмуртской Республики в области науки (1993).
- Лауреат Государственной премии Правительства Удмуртской Республики (1999).
- Лауреат премии Кировской области в области экологии и охраны окружающей среды (2015)[4].

## Научная деятельность
Основные сферы научных интересов — изучение аборигенной флоры Вятско-Камского междуречья, Удмуртии (видовой состав локальных флор и их сравнительный анализ, восстановление истории формирования флоры, особенности распространения видов растений, в том числе редких и др.); изучение ценопопуляций редких растений, их интродукция и микроклональное размножение; инвентаризация и обоснование сети особо охраняемых природных территорий в Удмуртии.
О. Г. Барановой выявлен видовой состав 20 локальных флор, проведен их сравнительный анализ, определены основные этапы истории формирования флоры, особенности распространения видов растений, в том числе более 200 редких видов. С 2005 г. отлеживается состояние популяций редких видов растений на территории Удмуртской Республики. Изучено более 150 видов, оценена их численность, состояние ценопопуляций по морфометрическим показателям и онтогенетической структуре. Результаты исследований вошли в «Красную книгу Удмуртской Республики». При интродукции получены морфометрические показатели особей (около 50 редких растений). Изучен онтогенез ряда редких видов растений в Ботаническом саду УдГУ. Здесь же были проведены работы по реинтродукции 10 редких видов (подорожник наибольший, ирис сибирский, наперстянка крупноцветковая и др.) с попыткой создания искусственных ценопопуляций (посадка семян, проростков и ювенильных растений), которые не дали положительных результатов, так как выжили только ювенильные особи, которые существовали более 5 лет.
О. Г. Баранова является координатором в Предуралье международного научного проекта «Атлас флоры Европы» (Atlas Florae Europeae, Финляндия).
Является научным куратором Учебного ботанического сада и Гербария Удмуртского университета, который в 2003 г. благодаря её усилиям получил международный статус и вошел в Каталог гербариев мира.
Является научным редактором журнала «Вестник Томского государственного университета. Биология» (журнал входит в WoS и Scopus(Q3)

## Основные работы
- Конспект флоры Удмуртии. Ижевск: Изд-во Удм. ун-та, 1992. 141 с. (соавторы Ильминских Н. Г., Пузырев, А. Н., Туганаев В. В.)
- Зеленые спутники человека. Ижевск: Изд-во Удм. ун-та, 1993. 192 с. (соавтор Туганаев В. В.)
- Конспект флоры г. Ижевска и его окрестностей // Природа Ижевска и его окрестностей. Ижевск, 1998. С. 81-170. (Ильминских Н. Г., Пузырев А. Н.)
- Картосхемы распространения редких растений в Вятско-Камском междуречье. Ижевск: Изд. дом «Удм. ун-т», 2000. 182 с.
- Красная Книга Кировской области / Авт.-сост. М. П. Андреев, О. Г. Баранова, Т. Л. Егошина и др. Екатеринбург: Уральский ун-т, 2001. 288 с.
- Красная Книга Удмуртской Республики: Сосудистые растения, лишайники и грибы / Науч. ред. О. Г. Баранова. Ижевск: Удм. ун-т, 2001. 290 с.
- Местная флора: анализ, конспект, охрана (учебное пособие). Ижевск, 2002. 199 с.
- Особо охраняемые природные территории Удмуртской Республики / Сост. О. Г. Баранова, А. Г. Илларионов. Ижевск, 2002. 211 с.
- Atlas Florae Europaeae: Distributiuon of vascular plants in Europe. 14. Rosaceae (Anchemilla and Aphanes) // Kurtto A., Frohner S., Baranova O. (eds.). Helsinki, 2007. 200 pp.
- Иллюстрированный определитель растений Пермского края / Овеснов С. А., Баранова О. Г. и др. Пермь: Книжный мир, 2007.
- Справочник ботаников России / Отв. ред. и сост. О. Г. Баранова. Ижевск, 2006. 130 с.
- Редкие и исчезающие виды растений и животных южной половины Удмуртии и их охрана : итоги науч. исслед. (2005—2099 гг.) / О. Г. Баранова, Д. А. Адаховский, А. Г. Борисовский [и др.] / под общ. ред. О. Г. Барановой. Ижевск: Удмурт. ун-т, 2011. 271 c.
- Конспект флоры Удмуртской Республики (сосудистые растения). М; Ижевск: ИКИ, 2012. 212 с. (соавтор Пузырев А. Н.)
- Красная книга Удмуртской Республики / под ред. О. Г. Барановой. Чебоксары: изд-во «Перфектум», 2012. 458 с.
- Генофонд растений Красной книги Российской Федерации, сохраняемый в коллекциях ботанических садов и дендрариев. М.: КМК, 2012. 219 с. (участие в коллективной монографии)
- Природопользование и геоэкология Удмуртии / Алешкин С. В., Артемьева А. А., Баранова О. Г. и др. Ижевск: Изд-во Удм. ун-та, 2013. 384 с.
- Atlas Florae Europaeae: Distributiuon of vascular plants in Europe. 16. Rosaceae (Cydonia to Prunus, excl. Sorbus) // Kurtto A., Sennikov A., Baranova O. (eds.). Helsinki, 2013. 168 pp.
- Сосудистые растения природного парка «Шаркан» и их охрана / О. Г. Баранова, Т. В. Борисовская, Е. Н. Бралгина. М.; Ижевск: ИКИ, 2014. 152 с.
- Красная книга Кировской области: животные, растения, грибы. Изд. 2-е. / под ред. О. Г. Барановой и др. Киров: Кировск. обл. тип., 2014. 336 с.
- Редкие и исчезающие виды растений, лишайников и грибов северной половины Удмуртии и их охрана: итоги науч. исслед. (2008—2011) / О. Г. Баранова, Е. Н. Бралгина, Е. М. Маркова [и др.]. Ижевск: Удмуртский университет, 2016. 174 с.[5]
- Характеристика северной границы распространения Ambrosia artemisifolia L. в Канаде в связи с определением экологического лимита распространения вида на север // Вестник Томского государственного университета. Биология. 2020. № 50. С. 28-51. (соавт. Афонин А. Н., Федорова Ю. А.)[6]